# Nemo (jeu vidéo)
Pour les articles homonymes, voir Nemo.
Nemo est un jeu vidéo de type beat them all développé par Capcom et TMS, édité par Capcom sur CP System en novembre 1990. Le jeu est basé sur la bande dessinée Little Nemo in Slumberland et son personnage principal Nemo,.